# Истинска
„Истинска“ е третият студиен албум на певицата Мария. Издаден е от „Пайнер“ през 2003 година и включва 12 песни. 

## Песни
1. Обичай ме така (дует с DJ Джери)
2. Не ме лъжи
3. Искаш да ме имаш
4. Обич на заем
5. Неразумна любов
6. Родени за любов
7. Бисери в очите
8. Жена съм, затова
9. Сълза на любовта
10. Сама
11. Всичко си ти
12. Ще бъдеш мой

## Видеоклипове
| Видеоклип        | Премиера | Албум    | Режисьор                |
| ---------------- | -------- | -------- | ----------------------- |
| Бисери в очите   | 2003     | Истинска | Николай Скерлев         |
| Родени за любов  | 2003     | Истинска | Николай Скерлев         |
| Обич назаем      | 2003     | Истинска | Людмил Иларионов — Люси |
| Обичай ме така   | 2003     | Истинска | Людмил Иларионов — Люси |
| Всичко си ти     | 2003     | Истинска | Людмил Иларионов — Люси |
| Не ме лъжи       | 2004     | Истинска | Людмил Иларионов — Люси |
| Жена съм, затова | 2004     | Истинска | Николай Скерлев         |

## ТВ Версии
| Видеоклип        | Албум    | Програма                                                            |
| ---------------- | -------- | ------------------------------------------------------------------- |
| Бисери в очите   | Истинска | Промоция „Нежни устни“, Новогодишна програма в „Приказките“ 2002    |
| Жена съм, затова | Истинска | Великденска програма „Българка“ 2003, Лятна програма „Чифлика“ 2003 |
| Обичай ме така   | Истинска | Воден свят 2003                                                     |
| Искаш да ме имаш | Истинска | Лятна програма „Чифлика“ 2003                                       |
| Обич назаем      | Истинска | Звездна нощ в „Чифлика“                                             |
| Сълза на любовта | Истинска | Промоция „Ангел в нощта“                                            |
| Всичко си ти     | Истинска | Лятна програма „Южни страсти“                                       |

## Музикални изяви

### Участия в концерти
- 1 година телевизия „Планета“ – изп. „Бисери в очите“
- Награди на телевизия „Планета“ за 2002 г. – изп. „Бисери в очите“
- Тракия фолк 2003 – изп. „Искаш да ме имаш“ и „Родени за любов“
- 2 години телевизия „Планета“ – изп. „Обичай ме така“
- Награди на телевизия „Планета“ за 2003 г. – изп. „Не ме лъжи“
- Пролетно парти 2004 – изп. „Не ме лъжи“ и „Обичай ме така“
- Турне „Планета Прима“ 2004 – изп. „Искаш да ме имаш (ремикс)“, „Всичко си ти“, „Край“, „Не ме лъжи“, „Обичай ме така“, „Родени за любов“ и „Бисери в очите“